# Magyarországon védett és fokozottan védett növények listája
Az alábbi lista a 100/2012 (IX. 28.) VM rendelet alapján készült. A növények a rendeletben szereplő magyar nevük szerint vannak felsorolva.

## Fokozottan védett mohák
Nincs.

## Védett mohák
Jelenleg 77 mohafaj védett.
- Algarvei hasadtfogúmoha (Fissidens curvatus syn.: Fissidens algarvicus)[1] Természetvédelmi értéke 5000 Ft
- Alhavasi szőrössüvegűmoha (Orthotrichum rogeri) Természetvédelmi értéke 5000 Ft
- Arnoldi-hasadtfogúmoha (Fissidens arnoldii) Természetvédelmi értéke 5000 Ft
- Berzedt tőzegmoha (Sphagnum squarrosum) Természetvédelmi értéke 5000 Ft
- Bókoló trágyamoha (Desmatodon cernuus) Természetvédelmi értéke 5000 Ft
- Csavart tőzegmoha (Sphagnum contortum) Természetvédelmi értéke 5000 Ft
- Csillagos szőrössüvegűmoha (Orthotrichum stellatum) Természetvédelmi értéke 5000 Ft
- Csónakos tőzegmoha (Sphagnum palustre) Természetvédelmi értéke 5000 Ft
- Csoportos paránymoha (Ephemerum cohaerens) Természetvédelmi értéke 5000 Ft
- Csőrös farkaslábmoha (Anomodon rostratus) Természetvédelmi értéke 5000 Ft
- Ernyőmohaszerű görbefogúmoha (Anacamptodon splachnoides) Természetvédelmi értéke 5000 Ft
- Fehérlő vánkosmoha (Leucobryum glaucum) Természetvédelmi értéke 5000 Ft
- Felálló hegyesmájmoha (Lophozia ascendens) Természetvédelmi értéke 5000 Ft
- Félgömbfejű tőzegmoha (Sphagnum capillifolium) Természetvédelmi értéke 5000 Ft
- Frost-májmoha (Riccia frostii) Természetvédelmi értéke 5000 Ft
- Fülecskés tőzegmoha (Sphagnum auriculatum) Természetvédelmi értéke 5000 Ft
- Geheeb-pintycsőrűmoha (Brachytecium geheebii) Természetvédelmi értéke 5000 Ft
- Girgensohn-tőzegmoha (Sphagnum girgensohnii) Természetvédelmi értéke 5000 Ft
- Gömbös körtikemoha (Physcomitrium sphaericum) Természetvédelmi értéke 5000 Ft
- Gyökerecskés-levélcsúcsú moha (Calliergon stramineum) Természetvédelmi értéke 5000 Ft
- Gyűrűtlen sarlósmoha (Drepanocladus exannulatus) Természetvédelmi értéke 5000 Ft
- Halványbarna tőzegmoha (Sphagnum subnitens) Természetvédelmi értéke 5000 Ft
- Halványzöld szőrössüvegűmoha (Orthotrichum scanicum) Természetvédelmi értéke 5000 Ft
- Háromélű moha (Meesia triquetra) Természetvédelmi értéke 5000 Ft
- Hasastokú őszmoha (Grimmia plagiopodia) Természetvédelmi értéke 5000 Ft
- Hegyeságú pintycsőrűmoha (Brachytecium oxycladum) Természetvédelmi értéke 5000 Ft
- Hólyagos kerekesféreglakta-májmoha (Frullania inflata) Természetvédelmi értéke 5000 Ft
- Hübener-májmoha (Riccia huebeneriana) Természetvédelmi értéke 5000 Ft
- Jungermann-moha (Jungermannia subulata) Természetvédelmi értéke 5000 Ft
- Kanalaslevelű körtemoha (Bryum neodamense) Természetvédelmi értéke 5000 Ft
- Karcsú pásztorbotmoha (Hamatocaulis vernicosus syn.: Campylium vernicosus) Természetvédelmi értéke 5000 Ft
- Karcsú tőzegmoha (Sphagnum recurvum) Természetvédelmi értéke 5000 Ft
- Kereklevelű hosszúcsőrűmoha (Rhynchostegium rotundifolium) Természetvédelmi értéke 5000 Ft
- Keskenyfogú körtemoha (Bryum stirtonii) Természetvédelmi értéke 5000 Ft
- Keskenylevelű tőzegmoha (Sphagnum cuspidatum) Természetvédelmi értéke 5000 Ft
- Kis hasadtfogúmoha (Fissidens exiguus) Természetvédelmi értéke 5000 Ft
- Kis seprőcskemoha (Dicranella humilis) Természetvédelmi értéke 5000 Ft
- Kiscsőrű gyöngymoha (Weisia rostellata) Természetvédelmi értéke 5000 Ft
- Körkörös sarlósmoha (Drepanocladus cossonii) Természetvédelmi értéke 5000 Ft
- Korpafűszerű sarlósmoha (Drepanocladus lycopodioides) Természetvédelmi értéke 10 000 Ft
- Lágy tőzegmoha (Sphagnum platyphyllum) Természetvédelmi értéke 5000 Ft
- Láperdei tőzegmoha (Sphagnum teres) Természetvédelmi értéke 5000 Ft
- Lapos májmohácska (Cephalozia lacinulata) Természetvédelmi értéke 5000 Ft
- Lemezes szárnyaserűmoha (Pterygoneurum lamellatum) Természetvédelmi értéke 5000 Ft
- Magellán-tőzegmoha (Sphagnum magellanicum) Természetvédelmi értéke 5000 Ft
- Mattzöld kiscsőrűmoha (Rhynchostegiella jacquinii) Természetvédelmi értéke 5000 Ft
- Mocsári aranymoha (Campylium elodes) Természetvédelmi értéke 5000 Ft
- Négysarkú piramismoha (Pyramidula tetragona) Természetvédelmi értéke 5000 Ft
- Óriás-tőzegmoha (Sphagnum russowi) Természetvédelmi értéke 5000 Ft
- Óriásmoha (Calliergon giganteum) Természetvédelmi értéke 5000 Ft
- Ostoros körtemoha (Bryum warneum) Természetvédelmi értéke 5000 Ft
- Ötlevélsoros tőzegmoha (Sphagnum quinquefarium) Természetvédelmi értéke 5000 Ft
- Rojtos tőzegmoha (Sphagnum fimbriatum) Természetvédelmi értéke 5000 Ft
- Sárgásbarna tőzegmoha (Sphagnum centrale) Természetvédelmi értéke 5000 Ft
- Sarlóslevelű paránymoha (Ephemerum recurvifolium) Természetvédelmi értéke 5000 Ft
- Sendtner-sarlósmoha (Drepanocladus sendtneri) Természetvédelmi értéke 5000 Ft
- Skorpiómoha (Scorpidium scorpioides) Természetvédelmi értéke 10 000 Ft
- Sóspusztai magyarmoha (Enthostodon hungaricus) Természetvédelmi értéke 10 000 Ft
- Sűrűleveles kaukázusimoha (Taxiphyllum densifolium) Természetvédelmi értéke 5000 Ft
- Sziklai görbeszárúmoha (Campylostelium saxicola) Természetvédelmi értéke 5000 Ft
- Sziklai illatosmoha (Mannia triandra) Természetvédelmi értéke 5000 Ft
- Sziklai karcsútokúmoha (Amblystegium saxatile) Természetvédelmi értéke 5000 Ft
- Szőrszerű pintycsőrfogúmoha (Brachydontium trichodes) Természetvédelmi értéke 5000 Ft
- Szürke ikresmoha (Didymodon glaucus) Természetvédelmi értéke 5000 Ft
- Tarka körtemoha (Bryum versicolor) Természetvédelmi értéke 5000 Ft
- Tollas függönymoha (Neckera pennata) Természetvédelmi értéke 5000 Ft
- Tömöttágú tőzegmoha (Sphagnum compactum) Természetvédelmi értéke 5000 Ft
- Tompalevelű tőzegmoha (Sphagnum obtusum) Természetvédelmi értéke 5000 Ft
- Törpe löszmoha (Tortula brevissima) Természetvédelmi értéke 5000 Ft
- Vastagerű őszmoha (Grimmia teretinervis) Természetvédelmi értéke 5000 Ft
- Velenovsky-löszmoha (Hilpertia velenovskyi) Természetvédelmi értéke 5000 Ft
- Vörösbarna rügymoha (Phascum floekeanum) Természetvédelmi értéke 10 000 Ft
- Warnstorf-tőzegmoha (Sphagnum warnstorfi) Természetvédelmi értéke 5000 Ft
- Zászlós tőzegmoha (Sphagnum subsecundum) Természetvédelmi értéke 5000 Ft
- Zöld koboldmoha (Buxbaumia viridis) Természetvédelmi értéke 5000 Ft
- Zöld seprőmoha (Dicranum viride) Természetvédelmi értéke 5000 Ft
- Zsákos zacskósmoha (Asterella saccata) Természetvédelmi értéke 5000 Ft

## Fokozottan védett harasztok
- Ágas holdruta (Botrychium matricariifolium) Természetvédelmi értéke 100 000 Ft
- Cselling (déli cselling) (Notholaena marantae) Természetvédelmi értéke 250 000 Ft
- Hegyi szirtipáfrány (északi szirtipárfány) (Woodsia ilvensis) Természetvédelmi értéke 100 000 Ft
- Királyharaszt (óriás királyharaszt) (Osmunda regalis) Természetvédelmi értéke 250 000 Ft
- Sokcimpájú holdruta (Botrychium multifidum) Természetvédelmi értéke 100 000 Ft
- Virginiai holdruta (Botrychium virginianum) Természetvédelmi értéke 100 000 Ft
- Tarajos pajzsika (Dryopteris cristata) Természetvédelmi értéke 100 000 Ft

## Védett harasztok
37 növény.
- Bükkös buglyospáfrány (Phegopteris connectilis) Természetvédelmi értéke 5000 Ft
- Dárdás vesepáfrány (Polystichum lonchitis) Természetvédelmi értéke 10 000 Ft
- Díszes vesepáfrány (Polystichum setiferum) Természetvédelmi értéke 5000 Ft
- Erdei bordapáfrány (Blechnum spicant) Természetvédelmi értéke 10 000 Ft
- Erdei zsurló (Equisetum sylvaticum) Természetvédelmi értéke 10 000 Ft
- Fekete fodorka (Asplenium adiantum-nigrum) Természetvédelmi értéke 5000 Ft
- Forrásfodorka (Asplenium fontanum) Természetvédelmi értéke 50 000 Ft
- Gímpáfrány (gímnyelvű fodorka) (Asplenium scolopendrium syn.: Phyllitis scolopendrium) Természetvédelmi értéke 5000 Ft
- Györgyfű (részegkorpafű) (Huperzia selago) Természetvédelmi értéke 10 000 Ft
- Havasi szirtipáfrány (Woodsia alpina) Természetvédelmi értéke 10 000 Ft
- Hegyi csipkeharaszt (Selaginella helvetica) Természetvédelmi értéke 5000 Ft
- Hegyi pajzsika (Dryopteris expansa) Természetvédelmi értéke 5000 Ft
- Issler-laposkorpafű (Diphasium issleri syn.: Diphasiastrum issleri, Lycopodium issleri) Természetvédelmi értéke 10 000 Ft
- Kapcsos korpafű (Lycopodium clavatum) Természetvédelmi értéke 10 000 Ft
- Karéjos vesepáfrány (Polystichum aculeatum) Természetvédelmi értéke 5000 Ft
- Kígyónyelv (közönséges kígyónyelv) (Ophioglossum vulgatum) Természetvédelmi értéke 5000 Ft
- Kígyózó korpafű (Lycopodium annotinum) Természetvédelmi értéke 10 000 Ft
- Kis holdruta (Botrychium lunaria) Természetvédelmi értéke 10 000 Ft
- Közönséges laposkorpafű (Diphasium complanatum syn.: Diphasiastrum complanatum, Lycopodium complanatum) Természetvédelmi értéke 10 000 Ft
- Közönséges tölgyespáfrány (közönséges hármaslevelű-páfrány) (Gymnocarpium dryopteris) Természetvédelmi értéke 5000 Ft
- Magyar pikkelypáfrány (Asplenium javorkeanum) Természetvédelmi értéke 10 000 Ft
- Mételyfű (négylevelű mételyfű) (Marsilea quadrifolia) Természetvédelmi értéke 10 000 Ft
- Mirigyes fodorka (Asplenium lepidum) Természetvédelmi értéke 10 000 Ft
- Mirigyes tölgyespáfrány (mirigyes hármaslevelűpáfrány) (Gymnocarpium robertianum) Természetvédelmi értéke 5000 Ft
- Nyugati pikkelypáfrány (Asplenium ceterach) Természetvédelmi értéke 10 000 Ft
- Pelyvás pajzsika (Dryopteris affinis) Természetvédelmi értéke 10 000 Ft
- Rucaöröm (vízi rucaöröm) (Salvinia natans) Természetvédelmi értéke 5000 Ft
- Struccpáfrány (európai struccpáfrárny) (Matteuccia struthiopteris) Természetvédelmi értéke 50 000 Ft
- Szálkás pajzsika (Dryopteris carthusiana) Természetvédelmi értéke 5000 Ft
- Széles pajzsika (Dryopteris dilatata) Természetvédelmi értéke 5000 Ft
- Szőrös vesepáfrány (Polystichum braunii) Természetvédelmi értéke 10 000 Ft
- Tarka zsurló (Equisetum variegatum) Természetvédelmi értéke 5000 Ft
- Tavaszi kérészpáfrány (télipáfrány) (Anogramma leptophylla) Természetvédelmi értéke 10 000 Ft
- Téli zsurló (Equisetum hyemale) Természetvédelmi értéke 5000 Ft
- Tölcséres hegyipáfrány (Oreopteris limbosperma) Természetvédelmi értéke 10 000 Ft
- Tőzegpáfrány (mocsári tőzegpáfrány) (Thelypteris palustris) Természetvédelmi értéke 5000 Ft
- Zöld fodorka (Asplenium viride) Természetvédelmi értéke 5000 Ft

## Fokozottan védett nyitvatermők
- Csikófark (közönséges csikófark) (Ephedra distachya) Természetvédelmi értéke 100 000 Ft

## Védett nyitvatermők
Nincs.

## Fokozottan védett zárvatermők
77 növény.
- Adriai sallangvirág (Himantoglossum adriaticum) Természetvédelmi értéke 250 000 Ft
- Bánáti bazsarózsa (Paeonia officinalis subsp. banatica) Természetvédelmi értéke 250 000 Ft
- Bertoloni-bangó (Ophrys bertolonii) Természetvédelmi értéke 250 000 Ft
- Bíboros sallangvirág (Himantoglossum caprinum) Természetvédelmi értéke 250 000 Ft
- Borsóképű lednek (Lathyrus pisiformis) Természetvédelmi értéke 250 000 Ft
- Borzas macskamenta (Nepeta parviflora) Természetvédelmi értéke 250 000 Ft
- Büdös poloskavész (Cimicifuga europaea) Természetvédelmi értéke 100 000 Ft
- Bugaci nőszőfű (Epipactis bugacensis) Természetvédelmi értéke 250 000 Ft
- Bugás fürtösveronika (Pseudolysimachion spurium) Természetvédelmi értéke 100 000 Ft
- Cifra kankalin (medvefül kankalin) (Primula auricula) Természetvédelmi értéke 250 000 Ft
- Ciklámenlila nőszőfű (Epipactis placentina) Természetvédelmi értéke 250 000 Ft
- Csengettyűvirág (illatos csengettyűvirág) (Adenophora liliifolia) Természetvédelmi értéke 250 000 Ft
- Debreceni torma (Armoracia macrocarpa) Természetvédelmi értéke 100 000 Ft
- Egyhajúvirág (tavaszi egyhajúvirág) (Bulbocodium vernum incl. Bulbocodium versicolor) Természetvédelmi értéke 250 000 Ft
- Északi sárkányfű (Dracocephalum ruyschiana) Természetvédelmi értéke 250 000 Ft
- Fekete galagonya (Crataegus nigra) Természetvédelmi értéke 100 000 Ft
- Fénylő zsoltina (Serratula lycopifolia) Természetvédelmi értéke 100 000 Ft
- Gyapjas csüdfű (Astragalus dasyanthus) Természetvédelmi értéke 100 000 Ft
- Gyapjas gyűszűvirág (Digitalis lanata) Természetvédelmi értéke 100 000 Ft
- Gyapjas őszirózsa (Aster oleifolius) Természetvédelmi értéke 250 000 Ft
- Hagymaburok (lápi hagymaburok) (Liparis loeselii) Természetvédelmi értéke 250 000 Ft
- Halványsárga repcsény (Erysimum witmannii subsp. pallidiflorum) Természetvédelmi értéke 100 000 Ft
- Holuby-bangó (Ophrys fuciflora subsp. holubyana) Természetvédelmi értéke 250 000 Ft
- Homoki kikerics (Colchicum arenarium) Természetvédelmi értéke 100 000 Ft
- Horánszky-cickafark (Achillea horanszkyi) Természetvédelmi értéke 100 000 Ft
- Hosszúfüzérű harangvirág (Campanula macrostachya) Természetvédelmi értéke 100 000 Ft
- Illír szirtiperesztény (Micromeria thymifolia) Természetvédelmi értéke 100 000 Ft
- Karcsú gömböskosbor (Traunsteinera globosa) Természetvédelmi értéke 100 000 Ft
- Karcsú nőszőfű (Epipactis exilis syn.: Epipactis gracilis) Természetvédelmi értéke 100 000 Ft
- Keleti bazsarózsa (Paeonia tenuifolia) Természetvédelmi értéke 250 000 Ft
- Kitaibel-varfű (Knautia arvensis subsp. kitaibelii) Természetvédelmi értéke 250 000 Ft
- Kónya zsálya (Salvia nutans) Természetvédelmi értéke 250 000 Ft
- Korai szegfű (Dianthus plumarius subsp. praecox) Természetvédelmi értéke 100 000 Ft
- Kunsági bükköny (Vicia biennis) Természetvédelmi értéke 100 000 Ft
- Lápi békabuzogány (Sparganium natans) Természetvédelmi értéke 100 000 Ft
- Lápi hízóka (Pinguicula vulgaris) Természetvédelmi értéke 100 000 Ft
- Lápi rence (Utricularia bremii) Természetvédelmi értéke 100 000 Ft
- Légybangó (Ophrys insectifera) Természetvédelmi értéke 250 000 Ft
- Levéltelen bajuszvirág (Epipogium aphyllum) Természetvédelmi értéke 100 000 Ft
- Lisztes kankalin (Primula farinosa) Természetvédelmi értéke 250 000 Ft
- Lumnitzer-szegfű (beleértve az István király-szegfüvet) (Dianthus plumarius subsp. lumnitzeri (incl. Dianthus plumarius subsp. regis-stephani)) Természetvédelmi értéke 100 000 Ft
- Magyar gurgolya (Seseli leucospermum) Természetvédelmi értéke 100 000 Ft
- Magyar kikerics (Colchicum hungaricum) Természetvédelmi értéke 100 000 Ft
- Magyar kökörcsin (Pulsatilla flavescens syn.: Pulsatilla pratensis subsp. hungarica) Természetvédelmi értéke 100 000 Ft
- Magyar méreggyilok (Vincetoxicum pannonicum) Természetvédelmi értéke 100 000 Ft
- Magyar nőszirom (Iris aphylla subsp. hungarica) Természetvédelmi értéke 100 000 Ft
- Magyar vadkörte (Pyrus magyarica) Természetvédelmi értéke 250 000 Ft
- Magyar zörgőfű (Crepis pannonica) Természetvédelmi értéke 100 000 Ft
- Magyarföldi husáng (Ferula sadleriana) Természetvédelmi értéke 250 000 Ft
- Méhbangó (Ophrys apifera) Természetvédelmi értéke 250 000 Ft
- Mocsári kardvirág (Gladiolus palustris) Természetvédelmi értéke 250 000 Ft
- Nagy aggófű (Senecio umbrosus) Természetvédelmi értéke 100 000 Ft
- Óriás útifű (Plantago maxima) Természetvédelmi értéke 250 000 Ft
- Osztrák sárkányfű (Dracocephalum austriacum) Természetvédelmi értéke 250 000 Ft
- Pilisi len (dolomitlen) (Linum dolomiticum) Természetvédelmi értéke 250 000 Ft
- Pókbangó (Ophrys sphegodes) Természetvédelmi értéke 100 000 Ft
- Poszméhbangó (Ophrys fuciflora subsp. fuciflora syn.: Ophrys holoserica) Természetvédelmi értéke 250 000 Ft
- Réti angyalgyökér (Angelica palustris) Természetvédelmi értéke 100 000 Ft
- Rigópohár (erdei papucskosbor, Boldogasszony papucsa) (Cypripedium calceolus) Természetvédelmi értéke 250 000 Ft
- Rozsdás gyűszűvirág (Digitalis ferruginea) Természetvédelmi értéke 100 000 Ft
- Sápadt lednek (Lathyrus pallescens) Természetvédelmi értéke 250 000 Ft
- Sárga sásliliom (Hemerocallis lilio-asphodelus) Természetvédelmi értéke 100 000 Ft
- Sárgás habszegfű (Silene flavescens) Természetvédelmi értéke 100 000 Ft
- Szakállas orbáncfű (Hypericum barbatum) Természetvédelmi értéke 100 000 Ft
- Szarvas bangó (Ophrys oestrifera syn.: Ophrys scolopax) Természetvédelmi értéke 250 000 Ft
- Széleslevelű harangvirág (Campanula latifolia) Természetvédelmi értéke 100 000 Ft
- Szíveslevelű-hídőr (lápi szíveslevelű-hídőr) (Caldesia parnassifolia) Természetvédelmi értéke 100 000 Ft
- Tartós szegfű (Dianthus diutinus) Természetvédelmi értéke 250 000 Ft
- Tátogó kökörcsin (Pulsatilla patens) Természetvédelmi értéke 250 000 Ft
- Tátorján (buglyos tátorján) (Crambe tataria) Természetvédelmi értéke 100 000 Ft
- Tornai vértő (Onosma tornense) Természetvédelmi értéke 250 000 Ft
- Tőzegeper (tőzegpimpó) (Potentilla palustris syn.: Comarum palustre) Természetvédelmi értéke 100 000 Ft
- Tőzegorchidea (fiókás tőzegorchidea) (Hammarbya paludosa) Természetvédelmi értéke 100 000 Ft
- Tüzes liliom (Lilium bulbiferum subsp. bulbiferum) Természetvédelmi értéke 100 000 Ft
- Tuzson-cickafark (Achillea tuzsonii) Természetvédelmi értéke 100 000 Ft
- Vajszínű atracél (Anchusa ochroleuca) Természetvédelmi értéke 100 000 Ft
- Volgamenti hérics (Adonis volgensis) Természetvédelmi értéke 250 000 Ft
- Vrabély-estike (Hesperis matronalis subsp. vrabelyiana) Természetvédelmi értéke 100 000 Ft

## Védett zárvatermők
Körülbelül 690 növény.

### A, Á
- Adriai varjúháj (Sedum acre subsp. neglectum) Természetvédelmi értéke 5000 Ft
- Agár kosbor (agár sisakoskosbor) (Anacamptis morio syn.: Orchis morio) Természetvédelmi értéke 10 000 Ft
- Alacsony pozdor (Scorzonera humilis) Természetvédelmi értéke 5000 Ft
- Aldrovanda (lápi aldrovanda) (Aldrovanda vesiculosa) Természetvédelmi értéke 50 000 Ft
- Apró csepplen (Radiola linoides) Természetvédelmi értéke 5000 Ft
- Apró füzény (Lythrum tribracteatum) Természetvédelmi értéke 10 000 Ft
- Apró nőszirom (Iris pumila) Természetvédelmi értéke 5000 Ft
- Apró vajvirág (apró szádor) (Orobanche nana) Természetvédelmi értéke 10 000 Ft
- Aranyos baraboly (Chaerophyllum aureum) Természetvédelmi értéke 5000 Ft
- Árlevelű len (Linum tenuifolium) Természetvédelmi értéke 5000 Ft
- Árnyéki sás (Carex umbrosa) Természetvédelmi értéke 10 000 Ft
- Avarvirág (gyökerező avarvirág, kúszó avarvirág) (Goodyera repens) Természetvédelmi értéke 10 000 Ft

### B
- Babérboroszlán (Daphne laureola) Természetvédelmi értéke 50 000 Ft
- Babérfűz (Salix pentandra) Természetvédelmi értéke 10 000 Ft
- Bakszarvú lepkeszeg (Trigonella gladiata) Természetvédelmi értéke 50 000 Ft
- Balti szegfű (Dianthus arenarius syn.: Dianthus arenarius subsp. borussicus) Természetvédelmi értéke 5000 Ft
- Bánsági sás (Carex buekii) Természetvédelmi értéke 5000 Ft
- Baranyai peremizs (Inula spiraeifolia) Természetvédelmi értéke 10 000 Ft
- Báránypirosító (homoki báránypirosító) (Alkanna tinctoria) Természetvédelmi értéke 5000 Ft
- Barázdás csüdfű (Astragalus sulcatus) Természetvédelmi értéke 50 000 Ft
- Bársonyos görvélyfű (Scrophularia scopolii) Természetvédelmi értéke 5000 Ft
- Bársonyos kakukkszegfű (Lychnis coronaria) Természetvédelmi értéke 10 000 Ft
- Bartling-vajvirág (Bartling-szádor) (Orobanche bartlingii) Természetvédelmi értéke 10 000 Ft
- Békakonty (tojásdad békakonty) (Neottia ovata syn.: Listera ovata) Természetvédelmi értéke 10 000 Ft
- Bérci ribiszke (Ribes petraeum) Természetvédelmi értéke 10 000 Ft
- A berkenyék nemzetségéből:

- Déli berkenye (Sorbus graeca) Természetvédelmi értéke 10 000 Ft
- Dunai berkenye (Sorbus danubialis) Természetvédelmi értéke 10 000 Ft
- Házi berkenye (kerti berkenye) (Sorbus domestica) Természetvédelmi értéke 10 000 Ft
- Hazslinszky-berkenye (osztrák berkenye alakkörébe tartozó taxon) (Sorbus hazslinszkyana) (Sorbus austriaca sensu lato) Természetvédelmi értéke 10 000 Ft
- Lisztes berkenye (Sorbus aria) Természetvédelmi értéke 10 000 Ft

- A lisztes berkenye közelrokon és átmeneti hibridogén eredetű állandósult kisfajai (beleértve az alábbi taxonokat):

- Ádám-berkenye (Sorbus adami) Természetvédelmi értéke 10 000 Ft
- Andreánszky-berkenye (Sorbus andreanszkyana) Természetvédelmi értéke 10 000 Ft
- Bakonyi berkenye (Sorbus bakonyensis) Természetvédelmi értéke 10 000 Ft
- Balatoni berkenye (Sorbus balatonica) Természetvédelmi értéke 10 000 Ft
- Barabits-berkenye (Sorbus barabitsii) Természetvédelmi értéke 10 000 Ft
- Bartha-berkenye (Sorbus barthae) Természetvédelmi értéke 10 000 Ft
- Bodajki berkenye (Sorbus bodajkensis) Természetvédelmi értéke 10 000 Ft
- Boros-berkenye (Sorbus borosiana) Természetvédelmi értéke 10 000 Ft
- Budai berkenye (Sorbus semiincisa) Természetvédelmi értéke 10 000 Ft
- Budai-berkenye (Sorbus budaiana) Természetvédelmi értéke 10 000 Ft
- Bükki berkenye (Sorbus buekkensis) Természetvédelmi értéke 10 000 Ft
- Csákberényi berkenye (Sorbus pseudovertesensis) Természetvédelmi értéke 10 000 Ft
- Degen-berkenye (Sorbus degenii) Természetvédelmi értéke 10 000 Ft
- Duna-menti berkenye (Sorbus pseudodanubialis) Természetvédelmi értéke 10 000 Ft
- Dunántúli berkenye (Sorbus pannonica) Természetvédelmi értéke 10 000 Ft
- Gánti berkenye (Sorbus dracofolius) Természetvédelmi értéke 10 000 Ft
- Gáyer-berkenye (Sorbus gayerana) Természetvédelmi értéke 10 000 Ft
- Gerecsei berkenye (Sorbus gerecseensis) Természetvédelmi értéke 10 000 Ft
- Hulják-berkenye (Sorbus huljakii) Természetvédelmi értéke 10 000 Ft
- Jávorka-berkenye (Sorbus javorkae) Természetvédelmi értéke 10 000 Ft
- Kárpáti-berkenye (Sorbus karpatii) Természetvédelmi értéke 10 000 Ft
- Keller-berkenye (Sorbus eugenii-kelleri) Természetvédelmi értéke 10 000 Ft
- Keszthelyi berkenye (Sorbus decipientiformis) Természetvédelmi értéke 10 000 Ft
- Kevéserű berkenye (Sorbus pseudosemiincisa) Természetvédelmi értéke 10 000 Ft
- Kőhányási berkenye (Sorbus acutiserratus) Természetvédelmi értéke 10 000 Ft
- Közép-dunai berkenye (Duna-vidéki berkenye) (Sorbus subdanubialis) Természetvédelmi értéke 10 000 Ft
- Májer-berkenye (Sorbus majeri) Természetvédelmi értéke 10 000 Ft
- Nagylevelű berkenye (Sorbus latissima) Természetvédelmi értéke 10 000 Ft
- Polgár-berkenye (Sorbus polgariana) Természetvédelmi értéke 10 000 Ft
- Rédl-berkenye (Sorbus redliana) Természetvédelmi értéke 10 000 Ft
- Rövidkaréjú berkenye (Sorbus pseudobakonyensis) Természetvédelmi értéke 10 000 Ft
- Simonkai-berkenye (Sorbus simonkaiana) Természetvédelmi értéke 10 000 Ft
- Soó-berkenye (Sorbus sooi) Természetvédelmi értéke 10 000 Ft
- Szedresvölgyi berkenye (Sorbus vallerubusensis) Természetvédelmi értéke 10 000 Ft
- Széleslevelű berkenye (Sorbus pseudolatifolia) Természetvédelmi értéke 10 000 Ft
- Szillevelű berkenye (Sorbus ulmifolia) Természetvédelmi értéke 10 000 Ft
- Thaisz-berkenye (Sorbus thaiszii) Természetvédelmi értéke 10 000 Ft
- Tobán-berkenye (Sorbus tobani) Természetvédelmi értéke 10 000 Ft
- Vajda-berkenye (Sorbus vajdae) Természetvédelmi értéke 10 000 Ft
- Vértesi berkenye (Sorbus vertesensis) Természetvédelmi értéke 10 000 Ft
- Veszprémi berkenye (Sorbus veszpremensis) Természetvédelmi értéke 10 000 Ft
- Zólyomi-berkenye (Sorbus zolyomii) Természetvédelmi értéke 10 000 Ft

- Berki boglárka (Ranunculus nemorosus) Természetvédelmi értéke 10 000 Ft
- Berki habszegfű (Silene nemoralis) Természetvédelmi értéke 5000 Ft
- Berki lizinka (Lysimachia nemorum) Természetvédelmi értéke 10 000 Ft
- Bíboros kosbor (Orchis purpurea) Természetvédelmi értéke 10 000 Ft
- Bieberstein-gyújtoványfű (Linaria biebersteinii) Természetvédelmi értéke 10 000 Ft
- Bodzalevelű macskagyökér (Valeriana officinalis subsp. sambucifolia) Természetvédelmi értéke 10 000 Ft
- Bodzaszagú ujjaskosbor (Dactylorhiza sambucina) Természetvédelmi értéke 10 000 Ft
- Bókoló gyöngyvirágoskörtike (Orthilia secunda) Természetvédelmi értéke 5000 Ft
- Bókoló keltike (Corydalis intermedia) Természetvédelmi értéke 5000 Ft
- Bokros koronafürt (Hippocrepis emerus) Természetvédelmi értéke 10 000 Ft
- Borbás-kerep (Lotus borbasii) Természetvédelmi értéke 5000 Ft
- Borbás-nőszőfű (Epipactis atrorubens subsp. borbasii) Természetvédelmi értéke 10 000 Ft
- Borostás sás (Carex strigosa) Természetvédelmi értéke 5000 Ft
- Borostyán-vajvirág (borostyán-szádor) (Orobanche hederae) Természetvédelmi értéke 5000 Ft
- Borzas csajkavirág (Oxytropis pilosa) Természetvédelmi értéke 50 000 Ft
- Borzas len (Linum hirsutum) Természetvédelmi értéke 5000 Ft
- Borzas szulák (Convolvulus cantabrica) Természetvédelmi értéke 5000 Ft
- Borzas vértő (Onosma visianii) Természetvédelmi értéke 5000 Ft
- Bozontos árvalányhaj (Stipa dasyphylla) Természetvédelmi értéke 10 000 Ft
- Bozontos csukóka (Scutellaria columnae) Természetvédelmi értéke 5000 Ft
- Budai imola (Centaurea scabiosa subsp. sadleriana) (syn.: Centaurea sadleriana) Természetvédelmi értéke 5000 Ft
- Budai nyúlfarkfű (Sesleria sadleriana) Természetvédelmi értéke 5000 Ft
- Bugás hagyma (vöröses hagyma) (Allium paniculatum) (syn.: Allium marginatum) Természetvédelmi értéke 10 000 Ft
- Bugás sás (Carex paniculata) Természetvédelmi értéke 5000 Ft
- Buglyos boglárka (Ranunculus polyphyllus) Természetvédelmi értéke 5000 Ft
- Buglyos szegfű (Dianthus superbus) Természetvédelmi értéke 5000 Ft
- Bunkós hagyma (Allium sphaerocephalon) Természetvédelmi értéke 5000 Ft
- Buxbaum-sás (Carex buxbaumii) Természetvédelmi értéke 10 000 Ft
- Bükkös kispárlófű (Aremonia agrimonioides) Természetvédelmi értéke 5000 Ft

### C, CS
- Cseh tyúktaréj (Gagea bohemica) Természetvédelmi értéke 5000 Ft
- Csermelyaggóvirág (Tephroseris crispa) Természetvédelmi értéke 10 000 Ft
- Csermelyaszat (Cirsium rivulare) Természetvédelmi értéke 5000 Ft
- Csigásmagvú látonya (Elatine hydropiper) Természetvédelmi értéke 5000 Ft
- Csillagos nárcisz (Narcissus radiiflorus) (syn.: Narcissus poeticus subsp. radiiflorus) Természetvédelmi értéke 10 000 Ft
- Csillagőszirózsa (Aster amellus) Természetvédelmi értéke 5000 Ft
- Csilláros sárma (Ornithogalum refractum) Természetvédelmi értéke 5000 Ft
- Csinos árvalányhaj (Stipa pulcherrima) Természetvédelmi értéke 5000 Ft
- Csinos ernyőskörtike (Chimaphila umbellata) Természetvédelmi értéke 10 000 Ft
- Csinos tárnicska (Gentianella amarella) Természetvédelmi értéke 50 000 Ft
- Csipkés gyöngyvessző (Spiraea crenata) Természetvédelmi értéke 50 000 Ft
- Csipkéslevelű palástfű (Alchemilla crinita) Természetvédelmi értéke 5000 Ft
- Csőrös boglárka (Ranunculus psilostachys) Természetvédelmi értéke 5000 Ft
- Csőrös nőszőfű (Epipactis leptochila) Természetvédelmi értéke 10 000 Ft
- Csőrös sás (Carex rostrata) Természetvédelmi értéke 5000 Ft

### D
- Dalmát csenkesz (Festuca dalmatica) Természetvédelmi értéke 5000 Ft
- Délvidéki árvalányhaj (Stipa eriocaulis) Természetvédelmi értéke 5000 Ft
- Deres buvákfű (Bupleurum pachnospermum) Természetvédelmi értéke 10 000 Ft
- Deres vajvirág (deres szádor) (Orobanche caesia) Természetvédelmi értéke 10 000 Ft
- Deres varjúháj (Sedum hispanicum) Természetvédelmi értéke 5000 Ft
- Dombi ibolya (Viola collina) Természetvédelmi értéke 5000 Ft
- Don-vidéki tócsagaz (Ceratophyllum tanaiticum) Természetvédelmi értéke 50 000 Ft
- Dunai szegfű (Dianthus collinus) Természetvédelmi értéke 5000 Ft
- Dunántúli sás (Carex fritschii) Természetvédelmi értéke 10 000 Ft

### E, É
- Egypelyvás csetkáka (Eleocharis uniglumis) Természetvédelmi értéke 5000 Ft
- Egyvirágú here (Trifolium ornithopodioides) Természetvédelmi értéke 5000 Ft
- Egyvirágú kiskörtike (Moneses uniflora) Természetvédelmi értéke 5000 Ft
- Elbai nőszőfű (Epipactis albensis) Természetvédelmi értéke 50 000 Ft
- Enyves aszat (Cirsium erisithales) Természetvédelmi értéke 5000 Ft
- Epergyöngyike (Muscari botryoides) Természetvédelmi értéke 5000 Ft
- Éplevelű macskagyökér (Valeriana simplicifolia) Természetvédelmi értéke 10 000 Ft
- Erdei békaszem (Omphalodes scorpioides) Természetvédelmi értéke 5000 Ft
- Erdei borkóró (Thalictrum aquilegiifolium) Természetvédelmi értéke 5000 Ft
- Erdei ciklámen (Cyclamen purpurascens) Természetvédelmi értéke 10 000 Ft
- Erdei estike (Hesperis sylvestris) Természetvédelmi értéke 5000 Ft
- Erdei gólyaorr (Geranium sylvaticum) Természetvédelmi értéke 10 000 Ft
- Erdei holdviola (Lunaria rediviva) Természetvédelmi értéke 5000 Ft
- Erdei korallgyökér (Corallorhiza trifida) Természetvédelmi értéke 10 000 Ft
- Erdei szellőrózsa (Anemone sylvestris) Természetvédelmi értéke 5000 Ft
- Erdei tündérfürt (Aruncus dioicus) Természetvédelmi értéke 5000 Ft
- Erdei ujjaskosbor (Dactylorhiza fuchsii) Természetvédelmi értéke 10 000 Ft
- Erdei varfű (Knautia dipsacifolia syn.: Knautia maxima)) Természetvédelmi értéke 10 000 Ft
- Erdei varjúköröm (Phyteuma spicatum) Természetvédelmi értéke 5000 Ft
- Erdélyi csillagvirág (Scilla kladnii) Természetvédelmi értéke 10 000 Ft
- Erdélyi csormolya (Melampyrum bihariense) Természetvédelmi értéke 5000 Ft
- Erdélyi lednek (Lathyrus transsylvanicus) Természetvédelmi értéke 10 000 Ft
- Erdélyi nyúlfarkfű (Sesleria heufleriana) Természetvédelmi értéke 5000 Ft
- Erdélyi sás (Carex depressa subsp. transsilvanica) Természetvédelmi értéke 10 000 Ft
- Erdélyi útifű (Plantago schwarzenbergiana) Természetvédelmi értéke 10 000 Ft
- Érdes csüdfű (Astragalus asper) Természetvédelmi értéke 5000 Ft
- Északi mocsáricsenkesz (Scolochloa festucacea) Természetvédelmi értéke 50 000 Ft
- Északi sás (Carex hartmanii) Természetvédelmi értéke 5000 Ft
- Európai homoktövis[3] (homoktövis) (Hippophaë rhamnoides) Természetvédelmi értéke 10 000 Ft
- Évelő szikárka (Scleranthus perennis) Természetvédelmi értéke 10 000 Ft
- Ezüstaszott (keskenylevelű ezüstvirág) (Paronychia cephalotes) Természetvédelmi értéke 5000 Ft
- Ezüstös útifű (Plantago argentea) Természetvédelmi értéke 5000 Ft

### F
- Farkasboroszlán (Daphne mezereum) Természetvédelmi értéke 10 000 Ft
- Farkasölő sisakvirág (Aconitum vulparia) Természetvédelmi értéke 5000 Ft
- Fátyolos nőszirom (korcs nőszirom) (Iris spuria) Természetvédelmi értéke 10 000 Ft
- Fecsketárnics (Gentiana asclepiadea) Természetvédelmi értéke 10 000 Ft
- Fehér acsalapu (Petasites albus) Természetvédelmi értéke 5000 Ft
- Fehér madársisak (Cephalanthera damasonium) Természetvédelmi értéke 10 000 Ft
- Fehér sáfrány (Crocus albiflorus) Természetvédelmi értéke 50 000 Ft
- Fehér sás (Carex alba) Természetvédelmi értéke 5000 Ft
- Fehér törpezanót (Chamaecytisus albus) Természetvédelmi értéke 5000 Ft
- Fehér tőzegkáka (Rhynchospora alba) Természetvédelmi értéke 5000 Ft
- Fehér tündérrózsa (Nymphaea alba) Természetvédelmi értéke 5000 Ft
- Fehér zászpa (Veratrum album) Természetvédelmi értéke 5000 Ft
- Fehéres csüdfű (Astragalus vesicarius subsp. albidus) Természetvédelmi értéke 10 000 Ft
- Fehérmájvirág (mocsári tőzegboglár) (Parnassia palustris) Természetvédelmi értéke 10 000 Ft
- Fekete kökörcsin (Pulsatilla nigricans) (syn.: Pulsatilla pratensis subsp. nigricans) Természetvédelmi értéke 10 000 Ft
- Fekete lonc (Lonicera nigra) Természetvédelmi értéke 10 000 Ft
- Fekete madárbirs (beleértve a pannon madárbirset) (Cotoneaster niger (incl. Cotoneaster matrensis) Természetvédelmi értéke 10 000 Ft
- Fekete ribiszke[3] (Ribes nigrum) Természetvédelmi értéke 10 000 Ft
- Feketéllő fűz (Salix myrsinifolia) Természetvédelmi értéke 10 000 Ft
- Feketéllő harangláb (Aquilegia nigricans) Természetvédelmi értéke 10 000 Ft
- Fenyérgamandor (Teucrium scorodonia) Természetvédelmi értéke 5000 Ft
- Fényes poloskamag (Corispermum nitidum) Természetvédelmi értéke 5000 Ft
- Fertőtavi mézpázsit (Puccinellia festuciformis - szin: Puccinellia peisonis) Természetvédelmi értéke 5000 Ft
- Festő csülleng (Isatis tinctoria) Természetvédelmi értéke 5000 Ft
- Fiókás tyúktaréj (Gagea spathacea) Természetvédelmi értéke 10 000 Ft
- Fogaslevelű bükköny (Vicia narbonensis) Természetvédelmi értéke 5000 Ft
- Foltos ujjaskosbor (Dactylorhiza maculata incl. Dactylorhiza maculata subsp. transylvanica) Természetvédelmi értéke 10 000 Ft
- Földbentermő here (Trifolium subterraneum) Természetvédelmi értéke 10 000 Ft
- Francia len (Linum trigynum) Természetvédelmi értéke 5000 Ft
- Futák-nőszőfű (Epipactis futakii) Természetvédelmi értéke 50 000 Ft
- Füles fűz (Salix aurita) Természetvédelmi értéke 50 000 Ft
- Füles kosbor (Orchis mascula) (incl. Orchis mascula subsp. signifera) Természetvédelmi értéke 10 000 Ft
- Fürtös gyűrűvirág (Carpesium abrotanoides) Természetvédelmi értéke 5000 Ft
- Fürtös homokliliom (Anthericum liliago) Természetvédelmi értéke 50 000 Ft
- Fürtös kőtörőfű (Saxifraga paniculata) Természetvédelmi értéke 10 000 Ft
- Fűzlevelű gyöngyvessző (Spiraea salicifolia) Természetvédelmi értéke 10 000 Ft
- Fűzlevelű ökörszem (Buphthalmum salicifolium) Természetvédelmi értéke 5000 Ft

### G, GY
- Gázló (lápi gázló) (Hydrocotyle vulgaris) Természetvédelmi értéke 5000 Ft
- Genyőte (fehér genyőte, királyné gyertyája) (Asphodelus albus) Természetvédelmi értéke 10 000 Ft
- Gérbics (ibolyás gérbics) (Limodorum abortivum) Természetvédelmi értéke 10 000 Ft
- Gombos varjúköröm (Phyteuma orbiculare) Természetvédelmi értéke 5000 Ft
- Gömböstermésű sárma (Ornithogalum sphaerocarpum) Természetvédelmi értéke 5000 Ft
- Gyapjas rózsa (beleértve a szentendrei rózsát) (Rosa villosa) (incl.: Rosa sancti-andreae) Természetvédelmi értéke 10 000 Ft
- Gyapjasmagvú sás (Carex lasiocarpa) Természetvédelmi értéke 10 000 Ft
- Gyepes nefelejcs (Myosotis caespitosa syn.: Myosotis laxa subsp. caespitosa) Természetvédelmi értéke 5000 Ft
- Gyepes sás (Carex cespitosa) Természetvédelmi értéke 10 000 Ft
- Gyérvirágú csetkáka (Eleocharis quinqueflora) Természetvédelmi értéke 10 000 Ft
- Gyilkos csomorika (Cicuta virosa) Természetvédelmi értéke 5000 Ft
- Győzedelmes hagyma (havasi hagyma) (Allium victorialis) Természetvédelmi értéke 50 000 Ft

### H
- Hagymaszagú tarsóka (Thlaspi alliaceum) Természetvédelmi értéke 10 000 Ft
- Halvány sáfrány (Crocus vittatus) Természetvédelmi értéke 50 000 Ft
- Halvány ujjaskosbor (Dactylorhiza incarnata subsp. ochroleuca) Természetvédelmi értéke 100 000 Ft
- Hamvas seprőparéj (Bassia sedoides) Természetvédelmi értéke 5000 Ft
- Harangcsillag (Asyneuma canescens) Természetvédelmi értéke 5000 Ft
- Harangláblevelű dudamag (Physospermum cornubiense) Természetvédelmi értéke 50 000 Ft
- Hármaslevelű fogasír (Cardamine waldsteinii) Természetvédelmi értéke 10 000 Ft
- Hármaslevelű kakukktorma (Cardamine trifolia) Természetvédelmi értéke 10 000 Ft
- Hármaslevelű macskagyökér (Valeriana tripteris) Természetvédelmi értéke 5000 Ft
- Hármaslevelű szellőrózsa (Anemone trifolia) Természetvédelmi értéke 50 000 Ft
- Hármaslevelű vidrafű[4] (Menyanthes trifoliata) Természetvédelmi értéke 10 000 Ft
- Háromporzós látonya (Elatine triandra) Természetvédelmi értéke 10 000 Ft
- Havasalji rózsa (Rosa pendulina) Természetvédelmi értéke 10 000 Ft
- Havasalji tarsóka (Thlaspi caerulescens) Természetvédelmi értéke 10 000 Ft
- Havasi éger (Alnus viridis) Természetvédelmi értéke 50 000 Ft
- Havasi ikravirág (Arabis alpina) Természetvédelmi értéke 10 000 Ft
- Havasi iszalag (Clematis alpina) Természetvédelmi értéke 10 000 Ft
- Havasi palástfű (Alchemilla glabra) Természetvédelmi értéke 5000 Ft
- Havasi ribiszke (Ribes alpinum) Természetvédelmi értéke 10 000 Ft
- Havasi szittyó (Juncus alpinoarticulatus) Természetvédelmi értéke 10 000 Ft
- Havasi tisztesfű (Stachys alpina) Természetvédelmi értéke 10 000 Ft
- Havasi turbolya (Anthriscus nitidus) Természetvédelmi értéke 5000 Ft
- Havasi varázslófű (Circaea alpina) Természetvédelmi értéke 5000 Ft
- Házi kövirózsa[5] (fali kövirózsa) (Sempervivum tectorum) Természetvédelmi értéke 5000 Ft
- Hegyeskaréjú palástfű (Alchemilla acutiloba) Természetvédelmi értéke 5000 Ft
- Hegyi árnika[4] (Arnica montana) Természetvédelmi értéke 10 000 Ft
- Hegyi gyömbérgyökér (Geum aleppicum) Természetvédelmi értéke 10 000 Ft
- Hegyi kökörcsin (Pulsatilla zimmermannii) Természetvédelmi értéke 50 000 Ft
- Hegyi kőtörőfű (Saxifraga adscendens) Természetvédelmi értéke 50 000 Ft
- Hegyi lednek (Lathyrus linifolius) Természetvédelmi értéke 5000 Ft
- Hegyi palástfű (Alchemilla glaucescens) Természetvédelmi értéke 10 000 Ft
- Hegyi perje (Poa remota) Természetvédelmi értéke 10 000 Ft
- Hegyi tarsóka (Thlaspi montanum) Természetvédelmi értéke 50 000 Ft
- Hegyközi cickafark (Achillea crithmifolia) Természetvédelmi értéke 5000 Ft
- Hengeres sás (Carex diandra) Természetvédelmi értéke 50 000 Ft
- Hengeresfészkű peremizs (Inula germanica) Természetvédelmi értéke 5000 Ft
- Henye boroszlán (Daphne cneorum) Természetvédelmi értéke 50 000 Ft
- Henye kunkor (Heliotropium supinum) Természetvédelmi értéke 5000 Ft
- Henye vasfű (Verbena supina) Természetvédelmi értéke 10 000 Ft
- Heuffel-törpezanót (Chamaecytisus heuffelii) Természetvédelmi értéke 5000 Ft
- Heverő iszapfű (Lindernia procumbens) Természetvédelmi értéke 5000 Ft
- Hólyagos here (Trifolium vesiculosum) Természetvédelmi értéke 50 000 Ft
- Homoki árvalányhaj (Stipa borysthenica) Természetvédelmi értéke 5000 Ft - Az új rendszertani besorolás szerint a Pusztai árvalányhaj alfaja Stipa pennata subsp. sabulosa néven.
- Homoki bakszakáll (Tragopogon floccosus) Természetvédelmi értéke 5000 Ft
- Homoki cickafark (Achillea ochroleuca) Természetvédelmi értéke 10 000 Ft
- Homoki csüdfű (Astragalus varius) Természetvédelmi értéke 50 000 Ft
- Homoki fátyolvirág (Gypsophila arenaria syn.: Gypsophila fastigiata) Természetvédelmi értéke 5000 Ft
- Homoki imola (Centaurea arenaria) Természetvédelmi értéke 10 000 Ft
- Homoki kocsord (Peucedanum arenarium) Természetvédelmi értéke 10 000 Ft
- Homoki nőszirom (Iris arenaria syn.: Iris humilis subsp. arenaria) Természetvédelmi értéke 10 000 Ft
- Homoki szalmagyopár (Helichrysum arenarium) Természetvédelmi értéke 5000 Ft
- Homoki varjúháj (Sedum urvillei subsp. hillebrandtii syn.: Sedum hillebrandtii) Természetvédelmi értéke 5000 Ft
- Homoki vértő (Onosma arenaria) Természetvédelmi értéke 5000 Ft
- Horgas bogáncs (Carduus hamulosus) Természetvédelmi értéke 5000 Ft
- Hosszúlevelű aggóvirág (Tephroseris longifolia syn: Senecio ovirensis) Természetvédelmi értéke 50 000 Ft
- Hosszúlevelű árvalányhaj (Stipa tirsa) Természetvédelmi értéke 5000 Ft
- Hosszúlevelű buvákfű (Bupleurum longifolium) Természetvédelmi értéke 10 000 Ft
- Hosszúlevelű fürtösveronika (Pseudolysimachion longifolium) Természetvédelmi értéke 5000 Ft
- Hölgyestike (kivéve a Vrabély-estikét) (Hesperis matronalis excl.: Hesperis matronalis subsp. vrabelyiana) Természetvédelmi értéke 10 000 Ft
- Hullámoslevelű palástfű (Alchemilla subcrenata) Természetvédelmi értéke 5000 Ft
- Hússzínű ujjaskosbor (beleértve az "incarnata", "haematodes" és "serotina" alfajokat, valamint kivéve a halvány ujjaskosbort) (Dactylorhiza incarnata(incl. Dactylorhiza incarnata subsp. incarnata, Dactylorhiza incarnata subsp. haematodes, Dactylorhiza incarnata subsp. serotina, excl. Dactylorhiza incarnata subsp. ochroleuca) Természetvédelmi értéke 10 000 Ft
- Hüvelyes gyapjúsás (Eriophorum vaginatum) Természetvédelmi értéke 10 000 Ft

### I, Í
- Ibolyás nőszőfű (Epipactis purpurata) Természetvédelmi értéke 10 000 Ft
- Ikrás fogasír (Cardamine glanduligera) Természetvédelmi értéke 10 000 Ft
- Illatos bibircsvirág (Gymnadenia odoratissima) Természetvédelmi értéke 50 000 Ft
- Illatos hagyma (Allium suaveolens) Természetvédelmi értéke 10 000 Ft
- Illatos hunyor (Helleborus odorus) Természetvédelmi értéke 10 000 Ft
- Illír sáfrány (Crocus tommasinianus) Természetvédelmi értéke 50 000 Ft
- Inas gyíkvirág (Cnidium dubinum) Természetvédelmi értéke 10 000 Ft

### J
- Janka-tarsóka (beleértve a magyar tarsókát) (Thlaspi jankae agg.; incl. Thlaspi hungaricum) Természetvédelmi értéke 10 000 Ft
- Jávorka-fényperje (Koeleria javorkae) Természetvédelmi értéke 10 000 Ft
- Jerikói lonc (Lonicera caprifolium) Természetvédelmi értéke 5000 Ft

### K
- Kacstalan lednek (Lathyrus nissolia) Természetvédelmi értéke 5000 Ft
- Kakasmandikó (európai kakasmandikó) (Erythronium dens-canis) Természetvédelmi értéke 50 000 Ft
- Kálmos[4] (orvosi kálmos) (Acorus calamus) Természetvédelmi értéke 5000 Ft
- Karcsú orbáncfű (Hypericum elegans) Természetvédelmi értéke 10 000 Ft
- Karcsú sisakvirág (Aconitum variegatum) Természetvédelmi értéke 50 000 Ft
- Karcsú zsombor (Sisymbrium polymorphum) Természetvédelmi értéke 50 000 Ft
- Kardos madársisak (Cephalanthera longifolia) Természetvédelmi értéke 10 000 Ft
- Kárpáti sáfrány (Crocus heuffelianus) Természetvédelmi értéke 10 000 Ft
- Kárpáti sisakvirág (Aconitum moldavicum) Természetvédelmi értéke 50 000 Ft
- Kecses palástfű (Alchemilla micans) Természetvédelmi értéke 5000 Ft
- Kék atracél (Anchusa barrelieri) Természetvédelmi értéke 10 000 Ft
- kék szamárkenyér (Echinops ritro subsp. ruthenicus) Természetvédelmi értéke 10 000 Ft
- Kékes borkóró (Thalictrum pseudominus syn.: Thalictrum minus subsp. pseudominus) Természetvédelmi értéke 5000 Ft
- Kékes vajvirág (kékes szádor) (Orobanche coerulescens) Természetvédelmi értéke 5000 Ft
- Keleti békakorsó (Sium sisarum) Természetvédelmi értéke 50 000 Ft
- Keleti gyertyán (Carpinus orientalis) Természetvédelmi értéke 50 000 Ft
- Keleti tüskemag (Torilis ucrainica) Természetvédelmi értéke 5000 Ft
- Keleti zergevirág (Doronicum orientale) Természetvédelmi értéke 50 000 Ft
- Keménytövisű lucerna (Medicago rigidula) Természetvédelmi értéke 5000 Ft
- Kenyérbélcickafark (Achillea ptarmica) Természetvédelmi értéke 5000 Ft
- Kereklevelű harmatfű (Drosera rotundifolia) Természetvédelmi értéke 10 000 Ft
- Kereklevelű körtike (Pyrola rotundifolia) Természetvédelmi értéke 5000 Ft
- Kerti holdviola (Lunaria annua) Természetvédelmi értéke 5000 Ft
- Kései gyíkpohár (Blackstonia acuminata) Természetvédelmi értéke 5000 Ft
- Kései pitypang (Taraxacum serotinum) Természetvédelmi értéke 5000 Ft
- Kései prémestárnics (Gentianopsis ciliata) Természetvédelmi értéke 10 000 Ft
- Kései szegfű (Dianthus serotinus) Természetvédelmi értéke 5000 Ft
- Keserű kakukktorma (Cardamine amara) Természetvédelmi értéke 5000 Ft
- Keskenyajkú nőszőfű (Epipactis neglecta) Természetvédelmi értéke 10 000 Ft
- Keskenylevelű gyapjúsás (Eriophorum angustifolium) Természetvédelmi értéke 10 000 Ft
- Keskenylevelű hölgymál (Hieracium staticifolium syn.: Chlorocrepis staticifolia) Természetvédelmi értéke 5000 Ft
- Keskenylevelű tüdőfű (Pulmonaria angustifolia) Természetvédelmi értéke 50 000 Ft
- Kétlevelű sarkvirág (Platanthera bifolia) Természetvédelmi értéke 5000 Ft
- Kígyógyökerű keserűfű (Persicaria bistorta) Természetvédelmi értéke 5000 Ft
- Kígyónyelv (közönséges kígyónyelv) (Ophioglossum vulgatum) Természetvédelmi értéke 5000 Ft
- Kikeleti hóvirág (Galanthus nivalis) Természetvédelmi értéke 10 000 Ft
- Kikeletnyitó téltemető (Eranthis hyemalis) Természetvédelmi értéke 5000 Ft
- Kis forrásfű (Montia fontana subsp. Chondrosperma) Természetvédelmi értéke 5000 Ft
- Kis körtike (Pyrola minor) Természetvédelmi értéke 5000 Ft
- Kis rence (Utricularia minor) Természetvédelmi értéke 50 000 Ft
- Kisfészkű aszat (Cirsium brachycephalum) Természetvédelmi értéke 5000 Ft
- Kisfészkű hangyabogáncs (Jurinea mollis) Természetvédelmi értéke 5000 Ft
- Kislevelű nőszőfű (Epipactis microphylla) Természetvédelmi értéke 10 000 Ft
- Kisvirágú habszegfű (Silene borysthenica) Természetvédelmi értéke 10 000 Ft
- Kisvirágú hunyor (Helleborus dumetorum) Természetvédelmi értéke 5000 Ft
- Kisvirágú pacsirtafű (Polygala amarella) Természetvédelmi értéke 10 000 Ft
- Kiterült pimpó (Potentilla patula) Természetvédelmi értéke 10 000 Ft
- Koloncos lednek (Lathyrus lacteus syn.: Lathyrus pannonicus subsp. collinus) Természetvédelmi értéke 5000 Ft
- Konkoly (vetési konkoly) (Agrostemma githago) Természetvédelmi értéke 5000 Ft
- Kormos csáté (Schoenus nigricans) Természetvédelmi értéke 5000 Ft
- Kornistárnics (Gentiana pneumonanthe) Természetvédelmi értéke 10 000 Ft
- Korongos lucerna (Medicago orbicularis) Természetvédelmi értéke 5000 Ft
- Kossuth-hölgymál (Hieracium kossuthianum) Természetvédelmi értéke 10 000 Ft
- Kőrislevelű nagyezerjófű (Dictamnus albus) Természetvédelmi értéke 5000 Ft
- Kövér daravirág (Draba lasiocarpa) Természetvédelmi értéke 10 000 Ft
- Kövi pimpó (Potentilla rupestris) Természetvédelmi értéke 5000 Ft
- Kövi szeder (Rubus saxatilis) Természetvédelmi értéke 10 000 Ft
- Közepes körtike (Pyrola media) Természetvédelmi értéke 50 000 Ft
- Közönséges fanyarka (Amelanchier ovalis) Természetvédelmi értéke 10 000 Ft
- Közönséges harangláb (Aquilegia vulgaris) Természetvédelmi értéke 10 000 Ft
- Közönséges palástfű[4] (Alchemilla monticola) Természetvédelmi értéke 5000 Ft
- Közönséges vízilófark (Hippuris vulgaris) Természetvédelmi értéke 10 000 Ft
- Krajnai farkasbogyó (Scopolia carniolica) Természetvédelmi értéke 5000 Ft
- Kúszó csalán (lápi csalán) (Urtica kioviensis) Természetvédelmi értéke 5000 Ft
- Kúszó sás (Carex repens) Természetvédelmi értéke 10 000 Ft
- Kúszó zeller (Apium repens) Természetvédelmi értéke 50 000 Ft

### L
- Lápi ibolya (Viola stagnina) Természetvédelmi értéke 10 000 Ft
- Lápi nádtippan (Calamagrostis stricta) Természetvédelmi értéke 10 000 Ft
- Lápi nyúlfarkfű (Sesleria uliginosa syn.: Sesleria caerulea) Természetvédelmi értéke 5000 Ft
- Lápi sás (Carex davalliana) Természetvédelmi értéke 10 000 Ft
- Lapos kétsoroskáka (Blysmus compressus) Természetvédelmi értéke 10 000 Ft
- Lappföldi ujjaskosbor (Dactylorhiza lapponica) Természetvédelmi értéke 10 000 Ft
- Lazioi nőszőfű (Epipactis latina) Természetvédelmi értéke 10 000 Ft
- Leánykökörcsin (Pulsatilla grandis) Természetvédelmi értéke 10 000 Ft
- Lenlevelű füzény (Lythrum linifolium) Természetvédelmi értéke 5000 Ft
- Ligeti bükköny (Vicia sylvatica) Természetvédelmi értéke 5000 Ft
- Ligeti csillagvirág (Scilla vindobonensis) Természetvédelmi értéke 5000 Ft
- Ligeti szőlő (Vitis sylvestris) Természetvédelmi értéke 50 000 Ft
- Lila csenkesz (Festuca amethystina) Természetvédelmi értéke 10 000 Ft
- Lónyelvű csodabogyó (Ruscus hypoglossum) Természetvédelmi értéke 50 000 Ft

### M
- Macskahere (gumós macskahere) (Phlomis tuberosa) Természetvédelmi értéke 5000 Ft
- Madárfészek (madárfészek-békakonty) (Neottia nidus-avis) Természetvédelmi értéke 5000 Ft
- Magas borsó (Pisum elatius) Természetvédelmi értéke 5000 Ft
- Magas istác (Armeria elongata) Természetvédelmi értéke 10 000 Ft
- Magas tarackbúza[6] (Elymus elongatus) Természetvédelmi értéke 5000 Ft
- Magas szárú kocsord (Peucedanum verticillare) Természetvédelmi értéke 10 000 Ft
- Magyar bogáncs (Carduus collinus) Természetvédelmi értéke 10 000 Ft
- Magyar kőhúr (Minuartia frutescens (syn.: Minuartia hirsuta)) Természetvédelmi értéke 5000 Ft
- Magyar látonya (Elatine hungarica) Természetvédelmi értéke 5000 Ft
- Magyar lednek (Lathyrus pannonicus) Természetvédelmi értéke 10 000 Ft
- Magyar nyúlfarkfű (Sesleria hungarica syn.: Sesleria heufleriana subsp. hungarica) Természetvédelmi értéke 5000 Ft
- Magyar nyúlkapor (Trinia ramosissima) Természetvédelmi értéke 10 000 Ft
- Magyar palástfű (Alchemilla hungarica) Természetvédelmi értéke 5000 Ft
- Magyar perje (Poa scabra) Természetvédelmi értéke 5000 Ft
- Magyar repcsény (Erysimum odoratum) Természetvédelmi értéke 5000 Ft
- Magyar zergevirág (Doronicum hungaricum) Természetvédelmi értéke 50 000 Ft
- Majomkosbor (Orchis simia) Természetvédelmi értéke 50 000 Ft
- Martilapu-vajvirág (martilapu-szádor) (Orobanche flava) Természetvédelmi értéke 10 000 Ft
- Mátrai kövirózsa (rózsás kövirózsa) (Sempervivum matricum; Sempervivum marmoreum auct. hung.) Természetvédelmi értéke 10 000 Ft
- Mátrai madárhúr (Cerastium arvense subsp. matrense syn.: Cerastium arvense subsp. molle) Természetvédelmi értéke 5000 Ft
- Mecseki nőszőfű (Epipactis mecsekensis) Természetvédelmi értéke 50 000 Ft
- Méregölő sisakvirág (Aconitum anthora) Természetvédelmi értéke 5000 Ft
- Merevszőrű boglárka (Steven-boglárka) (Ranunculus strigulosus) Természetvédelmi értéke 10 000 Ft
- Mérges sás (Carex brevicollis) Természetvédelmi értéke 5000 Ft
- Mocsári aggófű (Senecio paludosus) Természetvédelmi értéke 10 000 Ft
- Mocsári békaliliom (Hottonia palustris) Természetvédelmi értéke 5000 Ft
- Mocsári csillaghúr (Stellaria palustris) Természetvédelmi értéke 10 000 Ft
- Mocsári csorbóka (Sonchus palustris) Természetvédelmi értéke 5000 Ft
- Mocsári füzike (Epilobium palustre) Természetvédelmi értéke 10 000 Ft
- Mocsári kígyófű (Triglochin palustre) Természetvédelmi értéke 5000 Ft
- Mocsári kockásliliom (kotuliliom) (Fritillaria meleagris) Természetvédelmi értéke 50 000 Ft
- Mocsári kocsord (Peucedanum palustre) Természetvédelmi értéke 5000 Ft
- Mocsári kosbor (mocsári sisakoskosbor) (Anacamptis palustris subsp. palustris syn.: Orchis laxiflora subsp. palustris, Orchis palustris) Természetvédelmi értéke 10 000 Ft
- Mocsári lednek (Lathyrus palustris) Természetvédelmi értéke 10 000 Ft
- Mocsári nőszőfű (Epipactis palustris) Természetvédelmi értéke 10 000 Ft
- Mohos csitri (Moehringia muscosa) Természetvédelmi értéke 5000 Ft
- Molyhos madárbirs (nagylevelű madárbirs) (Cotoneaster tomentosus) Természetvédelmi értéke 10 000 Ft
- Molyhos nyír (szőrös nyír) (Betula pubescens) Természetvédelmi értéke 50 000 Ft
- Morva nőszőfű (Epipactis moravica) Természetvédelmi értéke 50 000 Ft
- Müller-nőszőfű (Epipactis muelleri) Természetvédelmi értéke 10 000 Ft

### N, NY
- Nádi boglárka (Ranunculus lingua) Természetvédelmi értéke 10 000 Ft
- Nagy gombafű (Androsace maxima) Természetvédelmi értéke 10 000 Ft
- Nagy pacsirtafű (Polygala major) Természetvédelmi értéke 5000 Ft
- Nagy szegfű (Dianthus giganteiformis) Természetvédelmi értéke 5000 Ft
- Nagy völgycsillag (Astrantia major) Természetvédelmi értéke 5000 Ft
- Nagyfészkű hangyabogáncs (Jurinea glycacantha) Természetvédelmi értéke 5000 Ft
- Nagylevelű tarkakoronafürt (Securigera elegans) Természetvédelmi értéke 50 000 Ft
- Nagyvirágú fényperje (Koeleria majoriflora) Természetvédelmi értéke 5000 Ft
- Nagyvirágú gyíkfű (Prunella grandiflora) Természetvédelmi értéke 5000 Ft
- Narancsszínű aggóvirág (Tephroseris aurantiaca) Természetvédelmi értéke 50 000 Ft
- Nemes májvirág (Hepatica nobilis) Természetvédelmi értéke 5000 Ft
- Német csermelyciprus (Myricaria germanica) Természetvédelmi értéke 10 000 Ft
- Nizzai zörgőfű (Crepis nicaeensis) Természetvédelmi értéke 5000 Ft
- Norden-nőszőfű (Epipactis nordeniorum) Természetvédelmi értéke 50 000 Ft
- Nyári füzértekercs (Spiranthes aestivalis) Természetvédelmi értéke 10 000 Ft
- Nyári tőzike (Leucojum aestivum) Természetvédelmi értéke 10 000 Ft
- Nyugati csillagvirág (Scilla drunensis) Természetvédelmi értéke 5000 Ft
- Nyugati fényperje (magas fényperje) (Koeleria pyramidata) Természetvédelmi értéke 10 000 Ft
- Nyugati nyilasfű (Conringia austriaca) Természetvédelmi értéke 50 000 Ft
- Nyugati rejtőke (Teesdalia nudicaulis) Természetvédelmi értéke 10 000 Ft
- Nyúlánk sárma (Ornithogalum brevistylum syn.: Ornithogalum pyramidale) Természetvédelmi értéke 5000 Ft

### O, Ó
- Olasz müge (Asperula taurina) Természetvédelmi értéke 5000 Ft
- Osztrák borzamag (Pleurospermum austriacum) Természetvédelmi értéke 50 000 Ft
- Osztrák galaj (Galium austriacum) Természetvédelmi értéke 5000 Ft
- Osztrák tárnicska (hegyi tárnicska) (Gentianella austriaca) Természetvédelmi értéke 10 000 Ft
- Osztrák tarsóka (Thlaspi goesingense) Természetvédelmi értéke 10 000 Ft
- Osztrák zergevirág (Doronicum austriacum) Természetvédelmi értéke 50 000 Ft

### Ö, Ő
- Öldöklő aszat (Cirsium furiens) Természetvédelmi értéke 10 000 Ft
- Örménygyökér[4] (Inula helenium) Természetvédelmi értéke 5000 Ft
- Őszi csillagvirágok (Scilla autumnalis agg. incl. Prospero elisae, Prospero paratheticum) Természetvédelmi értéke 5000 Ft
- Őszi füzértekercs (Spiranthes spiralis) Természetvédelmi értéke 10 000 Ft

### P
- Palkasás (Carex bohemica) Természetvédelmi értéke 5000 Ft
- Pamacslaboda (Krascheninnikovia ceratoides) Természetvédelmi értéke 10 000 Ft
- Paróka imola (Centaurea pseudophrygia) Természetvédelmi értéke 5000 Ft
- Parti fűz (Salix elaeagnos) Természetvédelmi értéke 10 000 Ft
- Parti nádtippan (Calamagrostis pseudophragmites) Természetvédelmi értéke 10 000 Ft
- Patakparti gyömbérgyökér (bókoló gyömbérgyökér) (Geum rivale) Természetvédelmi értéke 10 000 Ft
- Pávafarkú salamonpecsét (Polygonatum verticillatum) Természetvédelmi értéke 10 000 Ft
- Pázsitos nőszirom (Iris graminea) Természetvédelmi értéke 10 000 Ft
- Pécsvidéki aszat (Cirsium boujartii) Természetvédelmi értéke 10 000 Ft
- Pettyes orbáncfű (Hypericum maculatum) Természetvédelmi értéke 5000 Ft
- Pézsmahagyma (Allium moschatum) Természetvédelmi értéke 5000 Ft
- Pilisi bükköny (Vicia sparsiflora) Természetvédelmi értéke 5000 Ft
- Pillás törpezanót (Chamaecytisus ciliatus syn.: Chamaecytisus hirsutus subsp. ciliatus) Természetvédelmi értéke 5000 Ft
- Pirítógyökér (felfutó pirítógyökér) (Tamus communis) Természetvédelmi értéke 5000 Ft
- Piros kígyószisz (Echium maculatum syn.: Echium russicum) Természetvédelmi értéke 50 000 Ft
- Piros madársisak (Cephalanthera rubra) Természetvédelmi értéke 10 000 Ft
- Piros mécsvirág (Silene dioica) Természetvédelmi értéke 5000 Ft
- Piros pozdor (Scorzonera purpurea) Természetvédelmi értéke 5000 Ft
- Pirosló hunyor (Helleborus purpurascens) Természetvédelmi értéke 10 000 Ft
- Pirosló nádtippan (Calamagrostis phragmitoides syn.: Calamagrostis purpurea) Természetvédelmi értéke 10 000 Ft
- Pocsolyalátonya (Elatine alsinastrum) Természetvédelmi értéke 5000 Ft
- Pofók árvacsalán (Lamium orvala) Természetvédelmi értéke 50 000 Ft
- Poloskaszagú kosbor (poloskaszagú sisakoskosbor) (Anacamptis coriophora syn.: Orchis coriophora) Természetvédelmi értéke 50 000 Ft
- Pompás kosbor (pompás sisakoskosbor) (Anacamptis palustris subsp. elegans) Természetvédelmi értéke 10 000 Ft
- Pontuszi nőszőfű (Epipactis pontica) Természetvédelmi értéke 10 000 Ft
- Posvány kakastaréj (Pedicularis palustris) Természetvédelmi értéke 50 000 Ft
- Pusztai árvalányhaj (Stipa pennata) Természetvédelmi értéke 5000 Ft
- Pusztai meténg (Vinca herbacea) Természetvédelmi értéke 5000 Ft
- Pusztai tyúktaréj (Gagea szovitsii) Természetvédelmi értéke 10 000 Ft

### R
- Rákosi csenkesz (Festuca wagneri) Természetvédelmi értéke 10 000 Ft
- Réti iszalag (Clematis integrifolia) Természetvédelmi értéke 5000 Ft
- Réti kardvirág (Gladiolus imbricatus) Természetvédelmi értéke 50 000 Ft
- Réti őszirózsa (pettyegetett őszirózsa) (Aster sedifolius incl. Aster sedifolius subsp. canus, Aster sedifolius subsp. sedifolius) Természetvédelmi értéke 5000 Ft
- Réti palástfű[4] (Alchemilla xanthochlora) Természetvédelmi értéke 5000 Ft
- Réti szegfű (Dianthus deltoides) Természetvédelmi értéke 5000 Ft
- Rezes hölgymál (Hieracium aurantiacum) Természetvédelmi értéke 10 000 Ft
- Rochel-törpezanót (Chamaecytisus rochelii) Természetvédelmi értéke 5000 Ft
- Rostostövű sás (Carex appropinquata) Természetvédelmi értéke 10 000 Ft

### S, SZ
- Sáfrányos imola (Centaurea solstitialis) Természetvédelmi értéke 5000 Ft
- Sápadt kosbor (Orchis pallens) Természetvédelmi értéke 50 000 Ft
- Sárga ibolya (Viola biflora) Természetvédelmi értéke 50 000 Ft
- Sárga koronafürt (Coronilla coronata) Természetvédelmi értéke 5000 Ft
- Sárga len (Linum flavum) Természetvédelmi értéke 10 000 Ft
- Gömbös kövirózsa vagy sárga-kövirózsa (Sempervivum globiferum) Természetvédelmi értéke 5000 Ft
- Schudich-tarsóka (Thlaspi kovatsii syn: Thlaspi kovatsii subsp. schudichii) Természetvédelmi értéke 10 000 Ft
- Selymes boglárka (Ranunculus illyricus) Természetvédelmi értéke 5000 Ft
- Selymes peremizs (Inula oculus-christi) Természetvédelmi értéke 5000 Ft
- Sokvirágú habszegfű (Silene multiflora) Természetvédelmi értéke 5000 Ft
- Sömörös kosbor (sömörös pettyeskosbor) (beleértve a tavaszi és nyári virágzású alfajait) (Neotinea ustulata syn.: Orchis ustulata); (incl. Neotinea ustulata subsp. ustulata, Neotinea ustulata subsp. aestivalis) Természetvédelmi értéke 10 000 Ft
- Speta-csillagvirág (Scilla spetana) Természetvédelmi értéke 10 000 Ft
- Sudár kankalin (sugárkankalin) (Primula elatior) Természetvédelmi értéke 10 000 Ft
- Sugaras zsoltina (Serratula radiata) Természetvédelmi értéke 10 000 Ft
- Sulyoktáska (kövi sulyoktáska) (Aethionema saxatile) Természetvédelmi értéke 5000 Ft
- Sulyom (csemegesulyom) (Trapa natans) Természetvédelmi értéke 5000 Ft
- Sűrű csetkáka (Eleocharis carniolica) Természetvédelmi értéke 10 000 Ft
- Sűrűlevelű-békaszőlő (Groenlandia densa) Természetvédelmi értéke 5000 Ft
- Sűrűvirágú bibircsvirág (Gymnadenia densiflora) Természetvédelmi értéke 10 000 Ft
- Szagtalan rezeda (Reseda inodora) Természetvédelmi értéke 5000 Ft
- Szálkás árvalányhaj (Stipa bromoides) Természetvédelmi értéke 5000 Ft
- Szártalan bábakalács (Carlina acaulis) Természetvédelmi értéke 5000 Ft
- Szártalan csüdfű (Astragalus exscapus) Természetvédelmi értéke 50 000 Ft
- Szártalan kankalin (Primula vulgaris) Természetvédelmi értéke 5000 Ft
- Szarvas hagyma (Allium carinatum) Természetvédelmi értéke 5000 Ft
- Széleslevelű gyapjúsás (Eriophorum latifolium) Természetvédelmi értéke 10 000 Ft
- Széleslevelű nőszőfű (Epipactis helleborine) Természetvédelmi értéke 5000 Ft
- Széleslevelű ujjaskosbor (Dactylorhiza majalis) Természetvédelmi értéke 10 000 Ft
- Szennyes ínfű (Ajuga laxmannii) Természetvédelmi értéke 50 000 Ft
- Szent László-tárnics (Gentiana cruciata) Természetvédelmi értéke 10 000 Ft
- Szibériai hamuvirág (Ligularia sibirica) Természetvédelmi értéke 10 000 Ft
- Szibériai nőszirom (Iris sibirica) Természetvédelmi értéke 10 000 Ft
- Szikárszik (Petrosimonia triandra) Természetvédelmi értéke 5000 Ft
- Sziki árokvirág (Samolus valerandi) Természetvédelmi értéke 5000 Ft
- Sziki ballagófű (Salsola soda) Természetvédelmi értéke 5000 Ft
- Sziki boglárka (Ranunculus lateriflorus) Természetvédelmi értéke 5000 Ft
- Sziki kocsord (Peucedanum officinale) Természetvédelmi értéke 5000 Ft
- Sziki lórom (Rumex pseudonatronatus) Természetvédelmi értéke 10 000 Ft
- Sziki varjúháj (Sedum caespitosum) Természetvédelmi értéke 5000 Ft
- Sziklai benge (Rhamnus saxatilis) Természetvédelmi értéke 10 000 Ft
- Sziklai borkóró (Thalictrum foetidum) Természetvédelmi értéke 10 000 Ft
- Sziklai kövifoszlár (Cardaminopsis petraea) Természetvédelmi értéke 50 000 Ft
- Sziklai nefelejcs (Myosotis stenophylla) Természetvédelmi értéke 50 000 Ft
- Sziklai repcsény (Erysimum crepidifolium) Természetvédelmi értéke 5000 Ft
- Sziklaiternye (szirti sziklaiternye) (Aurinia saxatilis) Természetvédelmi értéke 5000 Ft
- Színes békaszőlő (Potamogeton coloratus) Természetvédelmi értéke 50 000 Ft
- Szirti gyöngyvessző (Spiraea media) Természetvédelmi értéke 10 000 Ft
- Szirti imola (Centaurea mollis) Természetvédelmi értéke 50 000 Ft
- Szirti madárbirs (piros madárbirs) (Cotoneaster integerrimus) Természetvédelmi értéke 10 000 Ft
- Szívlevelű gubóvirág (Globularia cordifolia) Természetvédelmi értéke 10 000 Ft
- Szőke oroszlánfog (Leontodon incanus) Természetvédelmi értéke 10 000 Ft
- Szőrös baraboly (Chaerophyllum hirsutum) Természetvédelmi értéke 5000 Ft
- Szúnyoglábú bibircsvirág (Gymnadenia conopsea) Természetvédelmi értéke 10 000 Ft
- Szúrós csodabogyó (Ruscus aculeatus) Természetvédelmi értéke 10 000 Ft
- Szürke bogáncs (Carduus crassifolius subsp. glaucus syn.: Carduus glaucus) Természetvédelmi értéke 10 000 Ft
- Szürke fürtösveronika (Pseudolysimachion incanum) Természetvédelmi értéke 50 000 Ft
- Szürke poloskamag (Corispermum canescens) Természetvédelmi értéke 10 000 Ft
- Szürke porcika (Herniaria incana) Természetvédelmi értéke 5000 Ft
- Szürkés ördögszem (Scabiosa canescens) Természetvédelmi értéke 5000 Ft
- Szürkés sás (Carex canescens) Természetvédelmi értéke 10 000 Ft

### T, TY
- Tallós-nőszőfű (Epipactis tallosii) Természetvédelmi értéke 10 000 Ft
- Tarka imola (Centaurea triumfettii) Természetvédelmi értéke 5000 Ft
- Tarka kosbor (tarka pettyeskosbor) (Neotinea tridentata syn.: Orchis tridentata) Természetvédelmi értéke 10 000 Ft
- Tarka lednek (Lathyrus venetus) Természetvédelmi értéke 5000 Ft
- Tarka nádtippan (Calamagrostis varia) Természetvédelmi értéke 5000 Ft
- Tarka nőszirom (Iris variegata) Természetvédelmi értéke 5000 Ft
- Tarka nyúlfarkfű (Sesleria albicans) Természetvédelmi értéke 5000 Ft
- Tarka sáfrány (Crocus reticulatus) Természetvédelmi értéke 10 000 Ft
- Tátrai hölgymál (Hieracium bupleuroides) Természetvédelmi értéke 10 000 Ft
- Tavaszi görvélyfű (Scrophularia vernalis) Természetvédelmi értéke 5000 Ft
- Tavaszi hérics (Adonis vernalis) Természetvédelmi értéke 5000 Ft
- Tavaszi tőzike (Leucojum vernum) Természetvédelmi értéke 5000 Ft
- Tekert csüdfű (Astragalus contortuplicatus) Természetvédelmi értéke 50 000 Ft
- Teleki-virág (pompás Teleki-virág) (Telekia speciosa) Természetvédelmi értéke 10 000 Ft
- Tengeri szittyó (Juncus maritimus) Természetvédelmi értéke 5000 Ft
- Tengerparti bagolyfű (Glaux maritima) Természetvédelmi értéke 5000 Ft
- Termetes habszegfű (gór habszegfű) (Silene bupleuroides) Természetvédelmi értéke 10 000 Ft
- Terpedt koronafürt (Coronilla vaginalis) Természetvédelmi értéke 10 000 Ft
- Tiszaparti késeimargitvirág (tisza-parti margitvirág) (Leucanthemella serotina) Természetvédelmi értéke 10 000 Ft
- Tóalma (közönséges tóalma) (Ludwigia palustris) Természetvédelmi értéke 5000 Ft
- Tompalevelű békaszőlő (Potamogeton obtusifolius) Természetvédelmi értéke 10 000 Ft
- Tömött zabfű (Helictotrichon compressum syn.: Avenula compressa) Természetvédelmi értéke 5000 Ft
- Törpemandula (Amygdalus nana syn.: Prunus tenella) Természetvédelmi értéke 10 000 Ft
- Töviskés sás (Carex echinata) Természetvédelmi értéke 5000 Ft
- Tőzegáfonya[4] (Vaccinium oxycoccos incl. Vaccinium microcarpum) Természetvédelmi értéke 10 000 Ft
- Turbánliliom (Lilium martagon) Természetvédelmi értéke 10 000 Ft
- Tündérfátyol (vízi tündérfátyol) (Nymphoides peltata) Természetvédelmi értéke 5000 Ft

### U, Ú
- Úszó víziboglárka (Ranunculus fluitans) Természetvédelmi értéke 5000 Ft

### Ü, Ű
- Üröm-vajvirág (ürömszádor) (Orobanche artemisiae-campestris) Természetvédelmi értéke 10 000 Ft
- Üstökös sárma (Ornithogalum pannonicum) Természetvédelmi értéke 5000 Ft

### V, W
- Varfű-vajvirág (vajfűszádor) (Orobanche pancicii) Természetvédelmi értéke 10 000 Ft
- Vastaggallyú körte (Pyrus nivalis) Természetvédelmi értéke 10 000 Ft
- Vékony galaj (Galium tenuissimum) Természetvédelmi értéke 10 000 Ft
- Vékony gyapjúsás (Eriophorum gracile) Természetvédelmi értéke 10 000 Ft
- Vékonyszárú palástfű (Alchemilla filicaulis) Természetvédelmi értéke 5000 Ft
- Vetővirág (apró vetővirág) (Sternbergia colchiciflora) Természetvédelmi értéke 10 000 Ft
- Vitézkosbor (Orchis militaris) Természetvédelmi értéke 10 000 Ft
- Vitézvirág (tornyos sisakoskosbor, tornyos vitézvirág) (Anacamptis pyramidalis) Természetvédelmi értéke 10 000 Ft
- Vízi aggófű (Senecio aquaticus) Természetvédelmi értéke 5000 Ft
- Vízitorma (Nasturtium officinale) Természetvédelmi értéke 5000 Ft
- Vízparti deréce (Chamaenerion dodonaei) Természetvédelmi értéke 5000 Ft
- Vörös áfonya[3] (Vaccinium vitis-idaea) Természetvédelmi értéke 10 000 Ft
- Vörösbarna nőszőfű (beleértve a Borbás nőszőfüvet is) (Epipactis atrorubens incl. Epipactis atrorubens subsp. borbasii) Természetvédelmi értéke 10 000 Ft
- Vöth-nőszőfű (Epipactis voethii) Természetvédelmi értéke 10 000 Ft

### Z, ZS
- Zalai bükköny (Vicia oroboides) Természetvédelmi értéke 5000 Ft
- Zergeboglár (közönséges zergeboglár) (Trollius europaeus) Természetvédelmi értéke 50 000 Ft
- Zöldes gurgolya (zöldes kígyókapor) (Seseli peucedanoides syn.: Silaum peucedanoides) Természetvédelmi értéke 10 000 Ft
- Zöldes körtike (Pyrola chlorantha) Természetvédelmi értéke 50 000 Ft
- Zöldes sarkvirág (Platanthera chlorantha) Természetvédelmi értéke 10 000 Ft
- Zöldike (zöldike ujjaskosbor) (Dactylorhiza viridis syn.: Coeloglossum viride) Természetvédelmi értéke 10 000 Ft